# Mo’ Wax
Mo’ Wax ist ein britisches Plattenlabel, das in den 1990er Jahren vor allem durch stilprägende Veröffentlichungen im Bereich des Trip-Hop bekannt wurde und dadurch zu einem der wichtigsten Label des Genres wurde.

## Geschichte
James Lavelle, der bereits in seiner Jugend als Plattenverkäufer, DJ und Partyveranstalter tätig war, arbeitete Anfang der 1990er Jahre im Londoner Plattenladen Honest Jon’s. Während dieser Zeit lernte er die Journalistin Cynthia Rose kennen, die ihm zu einer Mo Wax Please betitelten Kolumne im Magazin Straight No Chaser verhalf. Den Namen wählte Lavelle nach einer von ihm veranstalteten Partyreihe. Die Kolumne führte dazu, dass er Promos und Whitelabels zahlreicher Neuveröffentlichungen erhielt. 
Mit 1000 Pfund, die er sich vom Honest-Jons-Geschäftsführer Mark Ainley geliehen hatte, gründete 1992 Lavelle im Alter von 18 Jahren das Label Mo’ Wax. Erste Veröffentlichung war die Single Promise der Gruppe Repercussions, die Lavelle in New York unter Vertrag genommen hatte.
Nach einigen defizitären Veröffentlichungen, die sich nur durch Re-Releases auf anderen Märkten wie Japan einigermaßen rechneten, erzielte Mo’ Wax erstmals 1994 mit dem Album Flower to the Sun der Gruppe The Federation Profit.
Mit Veröffentlichungen von La Funk Mob, Attica Blues, DJ Krush, Money Mark und vor allem DJ Shadow festigte Mo’ Wax in der elektronischen Musikszene seinen Ruf als eines der wichtigsten Trip-Hop- und Acid-Jazz-Label. Das Label blieb jedoch vorerst überwiegend nur Eingeweihten bekannt. 
Nachdem bereits 1992 DJ Shadows erste Single In/Flux auf Mo’ Wax erschienen war, veröffentlichte Shadow 1996 auch sein Debütalbum Endtroducing..... auf Lavelles Label. Das Album schrieb Musikgeschichte als erstes Album, das vollständig aus Samples zusammengestellt wurde. Es machte Mo’ Wax schlagartig einem größeren Publikum bekannt.
Nach dem Erfolg von Endtroducing..... hob Lavelle mit DJ Shadow und weiteren Künstlern das Projekt UNKLE aus der Taufe. Nach einigen Singles auf Mo’ Wax erschien 1998 UNKLEs Debütalbum Psyence Fiction mit Gastbeiträgen von Lateef The Truth Speaker, Lyrics Born, Alice Temple, dem London Session Orchestra, Badly Drawn Boy, Jason Newsted, Mike D und Thom Yorke.
Ebenfalls auf Mo’ Wax veröffentlichten Andrea Parker, Air, Innerzone Orchestra, Dr. Octagon, Luke Vibert, As One, Blackalicious, DJ Assault und DJ Magic Mike.
Seit 2004 erscheinen nur noch sporadisch Veröffentlichungen.

## Artwork
Mo’ Wax war auch immer für seine kunstvoll gestalteten Schallplattencover bekannt. Die gesamte visuelle Präsentation des Labels von Pressefotos bis hin zu Flyern für von Mo’ Wax organisierten Partys betrachtete Lavelle stets als wichtigen Bestandteil eines Gesamtkunstwerks.
Das Artwork zahlreicher Mo’-Wax-Releases, darunter auch die beiden ersten UNKLE-Alben, trug die Handschrift des Graffiti-Künstlers Futura 2000.
Ebenfalls für Mo’ Wax tätig war der japanische Designer Nigō (A Bathing Ape), der neben einigen Covergestaltungen auch eigene Musik auf Mo’ Wax veröffentlichte. Weitere Designs kreierte der unter dem Alias 3D bekannte Robert Del Naja von der Gruppe Massive Attack.
Viele der aufwendig gestalteten Mo’-Wax-Veröffentlichungen wurden so zu gesuchten Sammlerstücken.